# Lisy (powiat piski)
Lisy (niem. Lissen, 1938–1945 Dünen) – wieś w Polsce położona w województwie warmińsko-mazurskim, w powiecie piskim, w gminie Biała Piska. W latach 1975–1998 miejscowość należała administracyjnie do województwa suwalskiego.
Wieś powstała w ramach kolonizacji Wielkiej Puszczy. Wcześniej był to obszar Galindii. Wieś ziemiańska, dobra służebne w posiadaniu drobnego rycerstwa (tak zwani wolni), z obowiązkiem służby rycerskiej (zbrojnej). W wieku XV i XVI w dokumentach wieś zapisywana pod nazwą: Liβen, Lisser.
W 1465 r., w trakcie trwania wojny trzynastoletniej, przywilej lokacyjny na 8 łanów, położonych po obu strona strumyka zwanego Pruskim Strumieniem (Preußenfließ), obok lasu zwanego Kenlichtigen i drogi do Myszek, wystawił prokurator piski Ulryk Ottenberger za wiedzą wielkiego mistrza Ludwika von Erlichshausena, na prawie chełmińskim i bez wolnizny, dla Macieja Pawłoczyńskiego, z obowiązkiem połowy służby zbrojnej (wojskowej). Właściciel wsi miał prawo wybudować karczmę w obrębie swoich dóbr.